# Coccopsis
Coccopsis är ett släkte av tvåvingar. Coccopsis ingår i familjen gallmyggor.
Kladogram enligt Catalogue of Life:
| Coccopsis | \| \| Coccopsis marginata \| \| \| \| \| \| Coccopsis positiva \| \| \| \| |
|           | \| \| Coccopsis marginata \| \| \| \| \| \| Coccopsis positiva \| \| \| \| |
|           | Coccopsis marginata                                                        |
|           |                                                                            |
|           | Coccopsis positiva                                                         |
|           |                                                                            |